# Spårvagnsstäderna

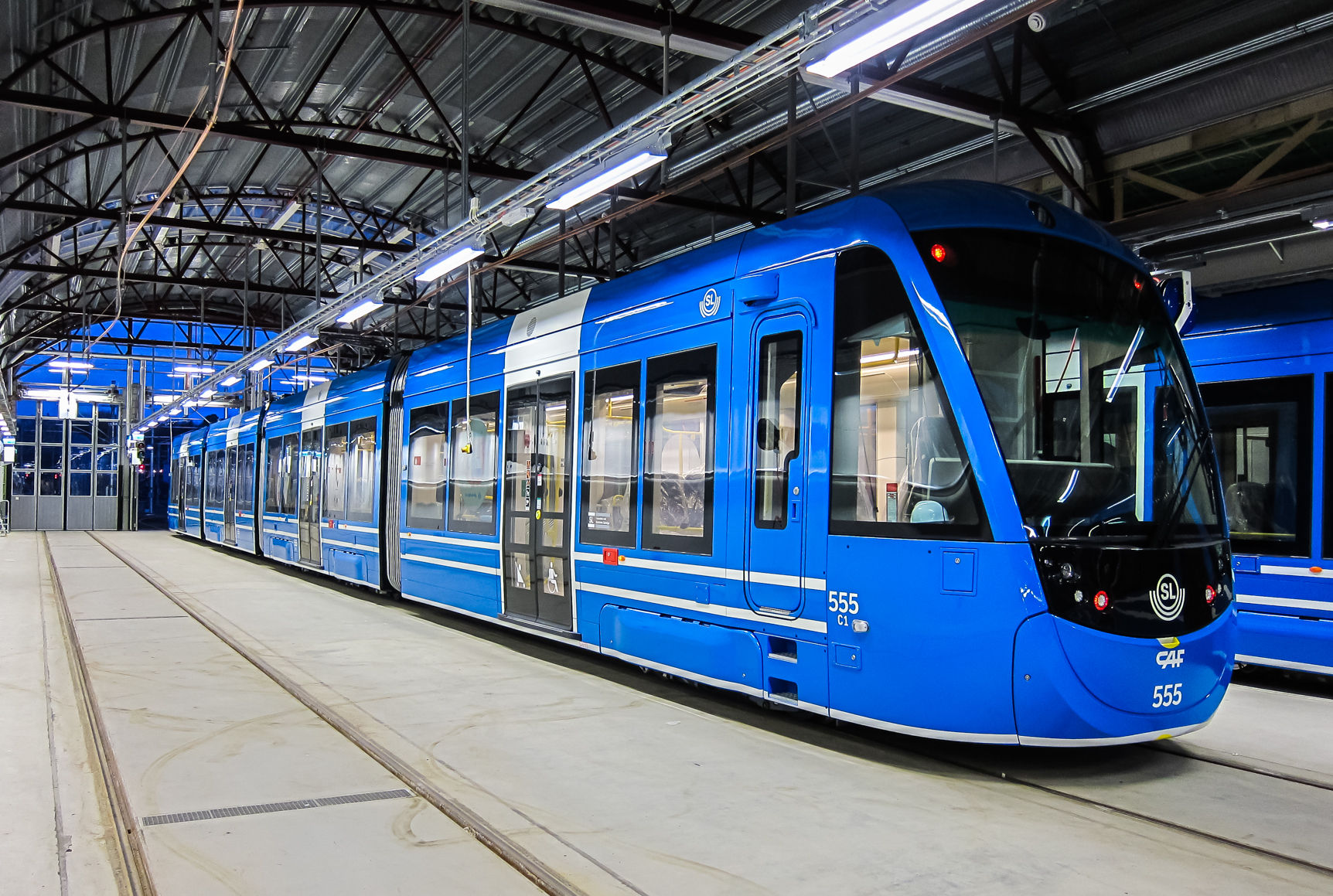
Den nya spårvagnstypen A356 2015, Lidingöbanan

Spårvagnsstäderna är en svensk förening som verkar för att underlätta utbyggnad av spårvägar och samarbete mellan svenska kommuner som har, eller diskuterar etablerandet av, spårvägsnät.
Spårvagnsstäderna bildades i september 2009 och har som medlemmar kommuner och regionala kollektivtrafikmyndigheter eller -bolag.

## Medlemmar[1]
- Göteborgs Stad
- Jönköpings kommun
- Linköpings kommun
- Norrköpings kommun
- Stockholms Stad
- Uppsala kommun
- Region Skåne
- UL
- Västtrafik